# Коршенброх
Коршенброх (нім. Korschenbroich, МФА: [-ˈbʁoːχ]) — місто в Німеччині, знаходиться в землі Північний Рейн-Вестфалія. Підпорядковується адміністративному округу Дюссельдорф. Входить до складу району Райн-Нойс.
Площа — 55,26 км2. Населення становить 33 484 ос. (станом на 31 грудня 2020).